# 20:20 Mobile
20:20 Mobile ett brittiskt telekomföretag som ägs av Doughty Hanson & Co
De köpte 2007 svenska AxCom och norska One2Com. De har även filialer i Portugal, Beneluxländerna och Tyskland. 2011 köpte de Axxit som distribuerar accessoarer i Tyskland, Schweiz och Österrike.
Det svenska huvudkontoret ligger i Kista och har ett lager i Rosersberg utanför Stockholm. De omsätter ca 5 miljarder kronor per år i Norden.